# Буна (Мостар)
Буна је насељено мјесто града Мостара, Федерација Босне и Херцеговине, БиХ.

## Историја
На подручју Буне 15. јуна 1992. нестало је 18 српских бораца и осам цивила.

## Становништво
| Националност       | 1991.        | 1981.        | 1971.        |
| Хрвати             | 684 (62,35%) | 581 (57,75%) | 453 (64,89%) |
| Муслимани          | 274 (24,97%) | 252 (25,04%) | 184 (26,36%) |
| Срби               | 38 (3,46%)   | 63 (6,26%)   | 37 (5,30%)   |
| Југословени        | 39 (3,55%)   | 101 (10,03%) | 12 (1,71%)   |
| остали и непознато | 62 (5,65%)   | 9 (0,89%)    | 12 (1,71%)   |
| Укупно             | 1.097        | 1.006        | 698          |